# سان أمبرواز (مترو باريس)
سان أمبرواز (بالفرنسية: Saint-Ambroise)‏ هي محطة مترو تابعة لمترو باريس تقع في فرنسا في الدائرة الحادية عشرة في باريس.[بحاجة لمصدر]